# Oxidorreductasa

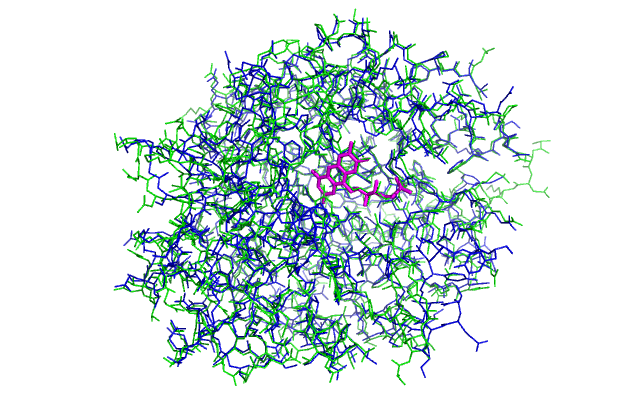
La imagen muestra los isómeros de la 12-oxofitodienoato reductasa, OPR3 (azul) y OPR1 (verde), junto con el cofactor FMN (rosa). Estas enzimas son cruciales en la biosíntesis lipídica de plantas, catalizando la reducción de 12-oxofitodienoato a fitodienoato. La estructura revela la interacción del FMN con OPR3 y OPR1, esencial para su función en la vía metabólica vegetal.

Las oxidorreductasas son enzimas que catalizan la transferencia de electrones desde una molécula donante (el agente reductor o la molécula oxidada) a otra aceptora (el agente oxidante o la molécula reducida). Este tipo de reacción se puede esquematizar como:
A– + P → N + B–
donde A sería el agente reductor o donante de electrones y B, el agente oxidante o aceptor.
En el metabolismo celular las reacciones de óxido-reducción a menudo consisten en la reducción u oxidación de grupos funcionales, y suelen implicar a coenzimas que también cambian su estado redox, como pueden ser los pares NADH/NAD+, NADPH/NADP+, FAD/FADH2 o FMN/FMNH2. Por ejemplo:
Pi + gliceraldehído-3-fosfato + NAD+ → NADH + H+ + 1,3-bisfosfoglicerato
En esta reacción, NAD+ es el oxidante o aceptor de electrones y el gliceraldehído-3-fosfato, el reductor o donante de electrones y la Gliceraldehído-3-fosfato deshidrogenasa la oxidoreductasa.

## Categorías
Las oxidorreductasas se clasifican con el número 1 según el Comité de Nomenclatura de la Unión Internacional de Bioquímica y Biología Molecular, teniendo las siguientes clases.
- EC 1.1, actúan con grupos CH-OH como donantes. (prostaglandina-F sintasa)
- EC 1.2, actúan con grupos aldehído o cetona como donantes.
- EC 1.3, actúan con grupos CH-CH como donantes.
- EC 1.4, actúan con grupos CH-NH2 como donantes.
- EC 1.5, actúan con grupos CH-NH como donantes.
- EC 1.6, actúan en la NADH o NADPH.
- EC 1.7, actúan con otros compuestos nitrogenados como donantes.
- EC 1.8, actúan con grupos de azufre como donantes.
- EC 1.9, actúan con grupos hemo como donantes.
- EC 1.10, actúan con difenoles o compuestos relacionados como donantes.
- EC 1.11, peroxidasas.
- EC 1.12, actúan con hidrógeno como donante.
- EC 1.13, actúan con un donante con la incorporación de oxígeno molecular.
- EC 1.14, actúan con dos donantes con la incorporación o reducción de oxígeno molecular.
- EC 1.15, actúan con superóxido como aceptor.
- EC 1.16, actúan oxidando iones metálicos.
- EC 1.17, actúan en grupos CH o CH2.
- EC 1.18, actúan con proteínas de hierro-azufre como donantes.
- EC 1.19, actúan con flavodoxina reducida como donante.
- EC 1.20, actúan con fósforo o arsénico como donante.
- EC 1.21, actúan en enlaces x-H y y-H para formar un enlace x-y.
- EC 1.22, actúan en halógenos; solo lo constituía la EC 1.22.1.1 pero fue transferida a EC 1.21.1.1.
- EC 1.23, Grupos C-O-C como aceptores.
- EC 1.97, Otras oxidorreductasas.
- EC 1.98, Utilizan dihidrógeno como reductor. Solo estaba constituida por EC 1.98.1.1 pero ya fue transferida a EC 1.18.99.1.
- EC 1.99, Otras enzimas que usan O2 como oxidante.

- Datos: Q407479
- Multimedia: Oxidoreductases / Q407479